# Туболев, Владимир Борисович
Владимир Борисович Туболев (1937 — 2015) — советский и российский писатель. Член Союза писателей СССР (1973), член Союза писателей России (1991).

## Биография
Родился в крестьянской семье 14 июня 1937 года в деревне Кулешовка, Белорусской ССР (ныне Климовичский район, Могилевской области). Пережил вместе с матерью немецкую оккупацию во время Великой Отечественной войны. Отец был сельским кузнецом, погиб на фронте в 1941 году.
После окончания восьмилетки в родной деревне продолжил учиться в Надейковичской школе, в 12 километрах от родной деревни.
В 1954–1955 годах работал на строительстве Ленинградского метрополитена. В 1955 году поступил в Челябинское высшее военно-авиационное Краснознамённое училище штурманов (ЧВАКУШ). Окончил училище в 1958 году, однако из-за того, что в этом же году произошло массовое сокращение ВС СССР, в звании старшего лейтенанта был уволен из армии. Прослужил штурманом в авиации менее года. После этого стал работать в газете «Октябрьский колхозник» (Челябинская область).
Ещё будучи курсантом, написал свой первый рассказ «На боевом курсе», который был напечатан в 1959 году в газете «Красный боец». После увольнения из армии выбрал гражданскую профессию журналиста. В 1958 году поступил на факультет журналистики Уральского государственного университета в Свердловске и окончил его в 1964 году.
По распределению был направлен сначала в Узбекистан, в газету «Хорезмская правда» (Хорезм), затем в газету «Маяк» (Свердловск), где работал до 1965 года. После этого работал в газете «Тагильский рабочий» (Нижний Тагил). Именно в Нижнем Тагиле начал писать большие, серьёзные произведения. В 1969 году в журнале «Уральский следопыт» была опубликована его историческая повесть «Бунт», посвящённая одному из трагических событий в истории Нижнего Тагила — восстанию крепостных в 1762–1763 годах. Для точности сюжетных событий много работал в архиве города, изучая документы той эпохи. В повести были отражены реальные события и реально существовавшие в то время люди.
В 1969 году переехал в Свердловск, где работал корреспондентом газеты «На смену!». Впервые упоминается 12 сентября 1969 года в приказе № 82 о приёме на работу литературным сотрудником. В газете проработал до 1973 года. После этого вернулся в авиацию, с 1973 по 1993 год работал штурманом в Уральском управлении гражданской авиации.
В 1970 году выходит его повесть «Чужое небо», которую он начал писать, ещё работая в «Тагильском рабочем». В 1972 году выходит отдельным изданием повесть «Бунт», а в журнале «Урал» – повести «Чужое небо» и «Одиночный полёт», которые понравились читателям и принесли успех писателю. В 1973 году стал членом Союза писателей СССР. В 1974 году «Чужое небо» и «Одиночный полет» вышли отдельной книгой. Также его перу принадлежит серия рассказов «Жара», изданная в 1970 и 1979 году в Свердловске.
В 1976 году повесть «Чужое небо» была переведена на польский язык и напечатана в Польше. В 1989 году по этой книге «Чужое небо» режиссёр Владимир Лаптев снял кинофильм «Охота на единорога», где в титрах Туболев обозначен как сценарист.
В 1991 году В. Б. Туболев стал членом Союза писателей России. В 2007 в Екатеринбурге вышла его книга «Штурман: рассказы о лётчиках».
Скончался 10 апреля 2015 года в Екатеринбурге. Похоронен на кладбище села Нижние Таволги Невьянского района.

## Сочинения
1. «Бунт». Историческая повесть. Средне-Уральское книжное издательство, 162 с.; 21 см. — 15000 экз., 1972.
2. «Одиночный полет». Повесть. Средне-Уральское книжное издательство, 1974.
3. «Чужое небо». Повесть. Средне-Уральское книжное издательство, 1974.
4. «Жара». Рассказы. Средне-Уральское книжное издательство, 1976.
5. «Седой Урал». Сборник, «Молодая гвардия», серия: История Отечества в романах, повестях, документах, 1983.
6. «Воробьиная ночь» Екатеринбург, 1998.
7. «Штурман : Повести о летчиках», Издательский дом «Сократ», 2007.